# Donald Kinsey
Donald Kinsey (ur. 12 maja 1953 w Gary, zm. 6 lutego 2024 w Merrillville) – amerykański gitarzysta i wokalista, znany przede wszystkim z krótkiego epizodu jako członek grupy Bob Marley & The Wailers w roku 1976; współzałożyciel bluesowych zespołów White Lightnin' (1975), The Kinsey Report (1984) oraz Donald Kinsey Band (2007).

## Życiorys
Jeden z trójki synów znanego chicagowskiego bluesmana, Lestera "Big Daddy" Kinseya. Naukę gry na gitarze rozpoczął w wieku 13 lat. Jako nastolatek wraz z bratem Ralphem występował podczas koncertów ojca. W latach 1971–74 nagrywał i koncertował jako drugi gitarzysta z Albertem Kingiem, zwanym jednym z "trzech królów bluesa". Następnie postanowił założyć własny zespół wraz z Ralphem (perkusja) i Busta "Cherrym" Jonesem (gitara basowa) – trio przyjęło nazwę White Lightnin'. Młodzi muzycy podpisali kontrakt z brytyjską wytwórnią Island Records, której nakładem w roku 1975 ukazał się debiutancki album. Podczas jednej z wewnętrznych imprez wydawniczych w Nowym Jorku Kinsey miał okazję po raz pierwszy spotkać Boba Marleya, będącego wówczas wraz ze swoją grupą The Wailers największą gwiazdą wytwórni. W tym samym czasie przebywał także w Nowym Jorku były wokalista Wailersów, Peter Tosh, pracując w miejscowym studiu CBS International nad swoim debiutanckim krążkiem pt. Legalize It. Okazało się, że produkcją płyty zajmuje się jeden z dobrych znajomych Kinseya, nowojorski artysta i fotograf Lee Jaffe; dzięki tej znajomości gitarzysta został zaproszony do nagrań. Wziął następnie udział w promującej album wielkiej trasie koncertowej Legalize It Tour.
Po powrocie z tournée dowiedział się, iż w międzyczasie dzwonił do niego menedżer Marleya z ramienia Island, Don Taylor. Po rozmowie telefonicznej z samym Marleyem został zaproszony do The Wailers w miejsce poprzedniego gitarzysty, Ala Andersona, który postanowił odejść z zespołu aby poświęcić więcej czasu współpracy z Toshem. Kinsey po raz pierwszy udał się wówczas na Jamajkę, by od razu uczestniczyć w sesjach nagraniowych na nowy album formacji zatytułowany Rastaman Vibration. Wyruszył również z grupą w promującą płytę trasę koncertową (kwiecień-czerwiec 1976). Choć jego nazwisko nie pojawia się na okładce albumu Babylon by Bus dokumentującego tournée, on sam twierdzi, iż zagrał w co najmniej dwóch zawartych na krążku utworach ("Rat Race" oraz "War"). Nie ulega natomiast wątpliwości, że jego grę usłyszeć można na innym z zaledwie pięciu oficjalnych albumów koncertowych formacji, wydanym w roku 2003 przez Island Live at the Roxy, będącym zapisem koncertu w klubie The Roxy w West Hollywood w Kalifornii w maju 1976 roku.
Był świadkiem nieudanego zamachu na Marleya w grudniu 1976 roku, kiedy to grupa uzbrojonych w broń maszynową mężczyzn wtargnęła do rezydencji muzyka w Kingston. Był jedną z niewielu przebywających wówczas w budynku osób, które nie odniosły obrażeń w trakcie chaotycznej strzelaniny (jak sam przyznaje, schował się za dużym metalowym pudłem od sprzętu, stojącym w rogu jednego z bocznych pokoi). Mimo szoku, jaki wywarł na nim ten incydent, zgodził się zaledwie dwa dni później wystąpić z zespołem podczas pamiętnego koncertu Smile Jamaica przed niemal 80-tysięczną widownią. Po koncercie ranny w zamachu Marley udał się na kilkumiesięczną rehabilitację do USA, zaś Kinsey korzystając z tej okoliczności, w trosce o swoje bezpieczeństwo zrezygnował z gry w The Wailers. Powrócił do współpracy z Toshem, udzielając się na niektórych jego albumach studyjnych oraz biorąc udział w kilku trasach koncertowych, wliczając w to słynne wspólne tournée Tosha z The Rolling Stones w roku 1978. W międzyczasie uczestniczył w nagraniach na dwa albumy innej wielkiej postaci reggae, Burning Speara. Wziął także udział w ostatniej trasie koncertowej Marleya, przed jego śmiercią w maju 1981 roku.
W roku 1984 wspólnie z braćmi Kennethem (gitara basowa) i Ralphem (perkusja) oraz Ronaldem Princem (gitara) stworzył kwartet bluesowy pod nazwą The Kinsey Report. Grupa ta początkowo wspierała ojca braci, "Big Daddy" Kinseya, z czasem zaczęła tworzyć również na własny rachunek. Istnieje ona do dziś, mając obecnie na koncie pięć albumów studyjnych. W roku 2007 Kinsey przeprowadził się do Grand Rapids w stanie Michigan, gdzie współtworzył nowy zespół pod szyldem Donald Kinsey Band, w którego skład weszli także: Andy Ogrodzinski (gitara), Jim Shaneberger (gitara basowa) oraz Tim Cowart (perkusja).

## Dyskografia

### Z White Lightnin'
- White Lightnin' (1975, Island)

### ZPeterem Toshem
- Legalize It (1976, CBS)
- Bush Doctor (1978, RSR)
- Mama Africa (1983, EMI)
- Live & Dangerous: Boston 1976 (2001, CBS)

### ZBobem Marleyem i The Wailers
- Rastaman Vibration (1976, Island)
- Live at the Roxy (2003, Island)

### ZBurning Spearem
- Dry & Heavy (1977, Island)
- Social Living (1978, Island)

### ZRoyem Buchananem
- Dancing on the Edge (1986, Alligator)
- Hot Wires (1987, Alligator)

### Z The Kinsey Report
- Edge of the City (1987, Alligator)
- Midnight Drive (1989, Alligator)
- Powerhouse (1991, Point Blank)
- Crossing Bridges (1993, Point Blank)
- Smoke & Steel (1999, Alligator)

### Inne
- Albert King – Blues at Sunset (1973, Stax)
- Heavy Manners – Heavier Than Now (1996, NoVo)
- Morgan Heritage – Full Circle (2005, VP)